# Elena (krater)
För andra betydelser, se Elena (olika betydelser).
Elena är en nedslagskrater på planeten Venus. Elena har fått sitt namn efter det italienska förnamnet Elena.
Kratern har en diameter på ungefär 17 km.